# Anopheles vulgaris
Anopheles vulgaris är en tvåvingeart som beskrevs av Hatori 1901. Anopheles vulgaris ingår i släktet Anopheles och familjen stickmyggor.
Artens utbredningsområde är Taiwan. Inga underarter finns listade i Catalogue of Life.